# Óscar Freire de Vasconcelos Ruas
Óscar Freire de Vasconcelos Ruas CvA • ComIH (Viseu, 11 de março de 1899 - 3 de maio de 1982) foi um político e militar que exerceu o cargo de Governador do Timor português, entre 7 de dezembro de 1945 e 8 de junho de 1950, tendo sido antecedido pelo capitão de infantaria Manuel de Abreu Ferreira de Carvalho e sucedido por o capitão-tenente António da Cunha Rego, Encarregado do Governo e Comandante Militar.
De acordo com o António Alçada Baptista, ele "[f]oi o coronel Óscar Ruas, sobrinho do dono da minha casa. Era um militar dos que tinham feito o 28 de maio e lembro-me de ele ser ter ido despedir dos tios. Era um militar poderoso do porte, com uma voz grossa, habituado a dar ordens".
Pelo menos existem três pequenas obras de sua autoria: 
1) Óscar Ruas, "Discurso do encarregado do Governo de Timor", Boletim Geral das Colónias, ano 22, n.º 251 (maio de 1946), pp. 21-22.
2) Óscar Ruas, "Salvé Angola: artigo escrito para a Revista do Ultramar pelo governador de Timor", Revista do Ultramar, ano 1, n.º 7 (setembro de 1948), p. 23.
3) Óscar Ruas, "Aleluia!", Defesa Nacional, 193-194 (maio-junho de 1950), p. 7-9.   

## Condecorações
Foi condecorado pelo presidente da República, Óscar Carmona, com o grau de Cavaleiro da Ordem Militar de Avis a 26 de janeiro de 1939, e uma segunda vez pelo presidente da República, Américo Thomaz, com o grau de Comendador da Ordem do Infante D. Henriques, a 26 de junho de 1963.
Foi igualmente Cavaleiro da Pontifícia Ordem Equestre de São Gregório Magno, por alvará de SS o Papa João XXIII de 5 de abril de 1963.